# Södörskobben
Södörskobben är ett skär i Åland (Finland). Det ligger i Skärgårdshavet och i kommunen Brändö i landskapet Åland, i den sydvästra delen av landet. Ön ligger omkring 59 kilometer öster om Mariehamn och omkring 220 kilometer väster om Helsingfors.
Öns area är 1 hektar och dess största längd är 160 meter i nord-sydlig riktning. Trakten är glest befolkad. Närmaste större samhälle är Kumlinge, 15,8 km nordväst om Södörskobben.